# 迪施馬巴赫河
46°48′05″N 9°50′16″E / 46.80142°N 9.83771°E

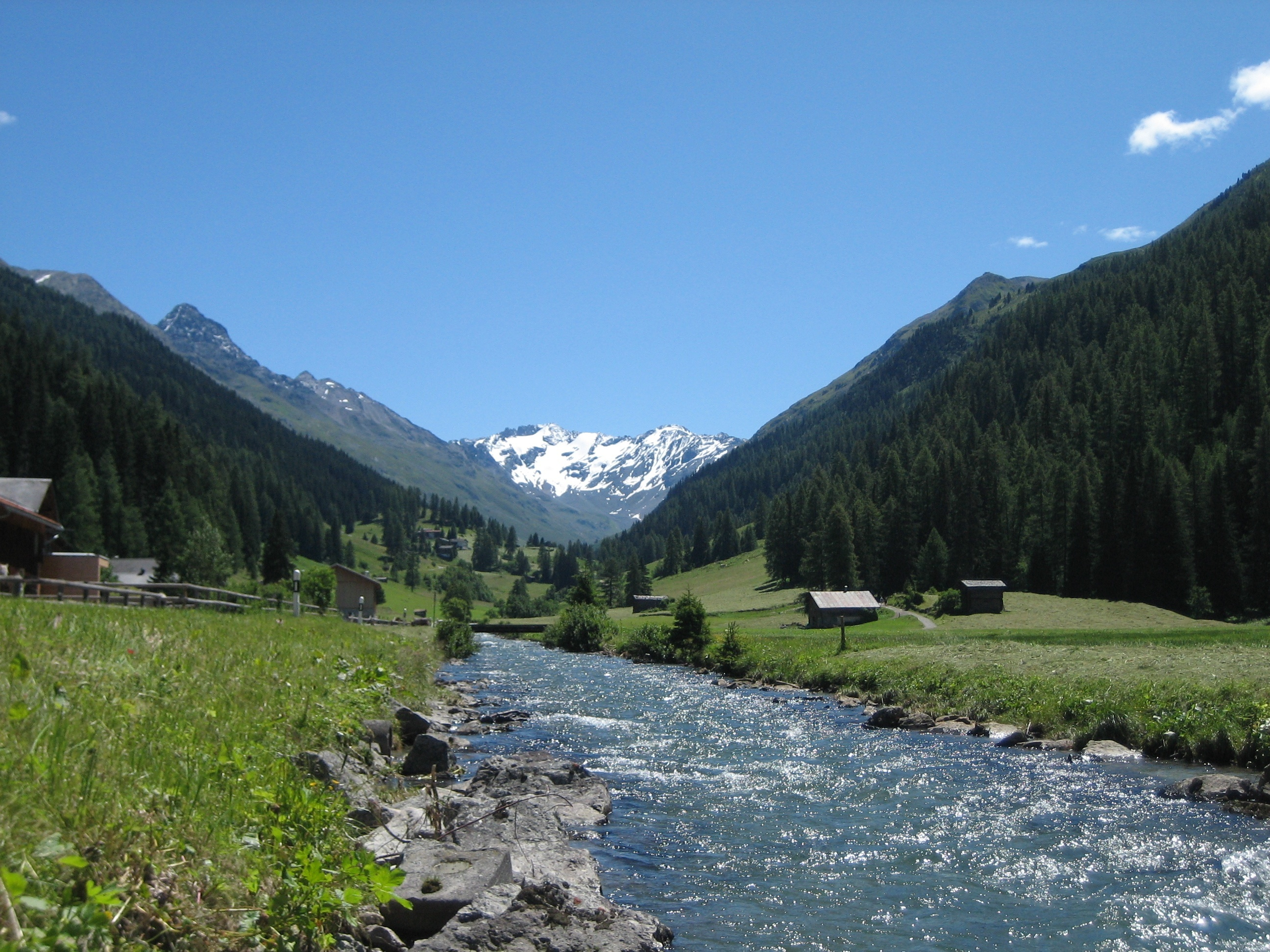

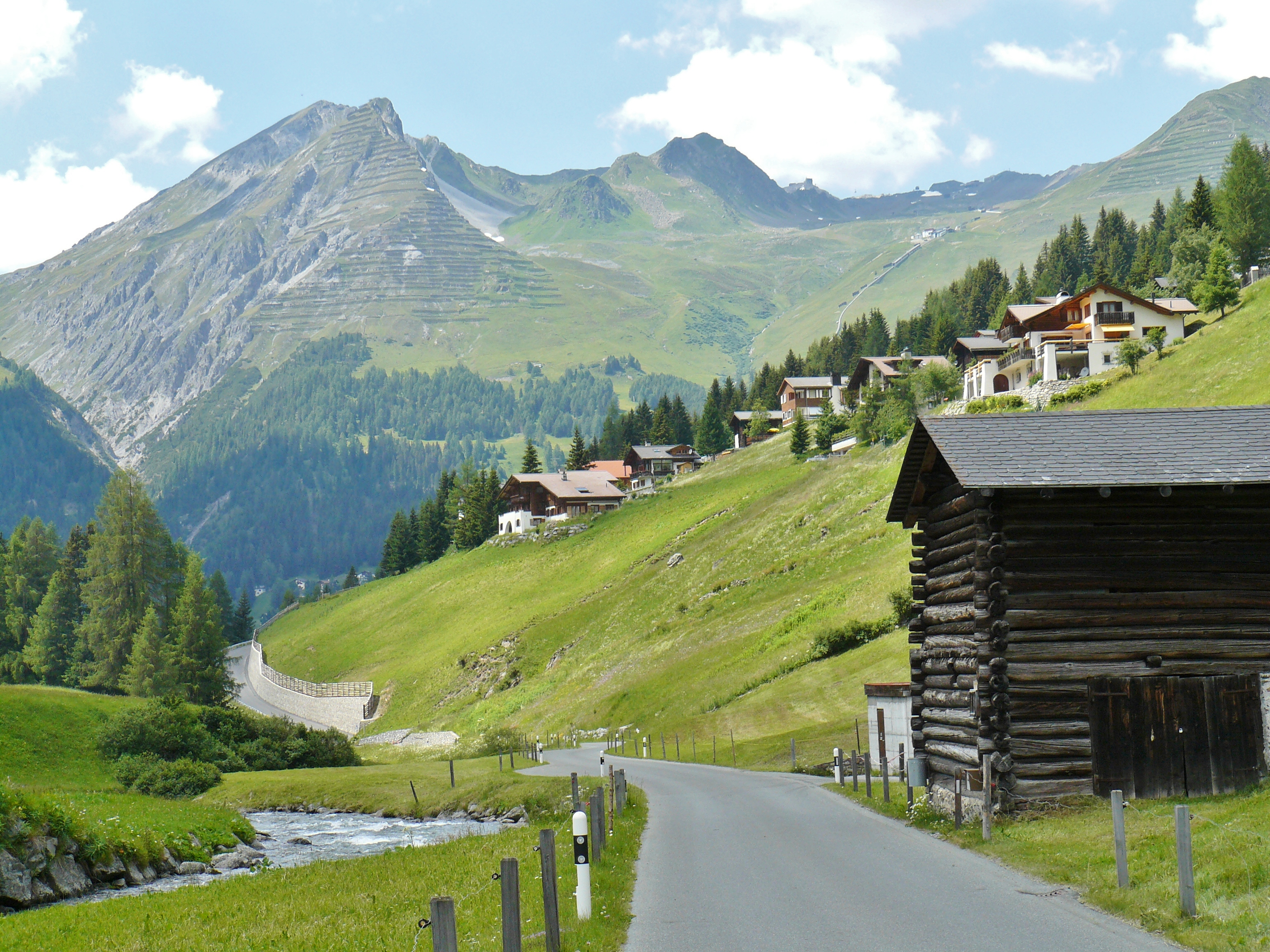

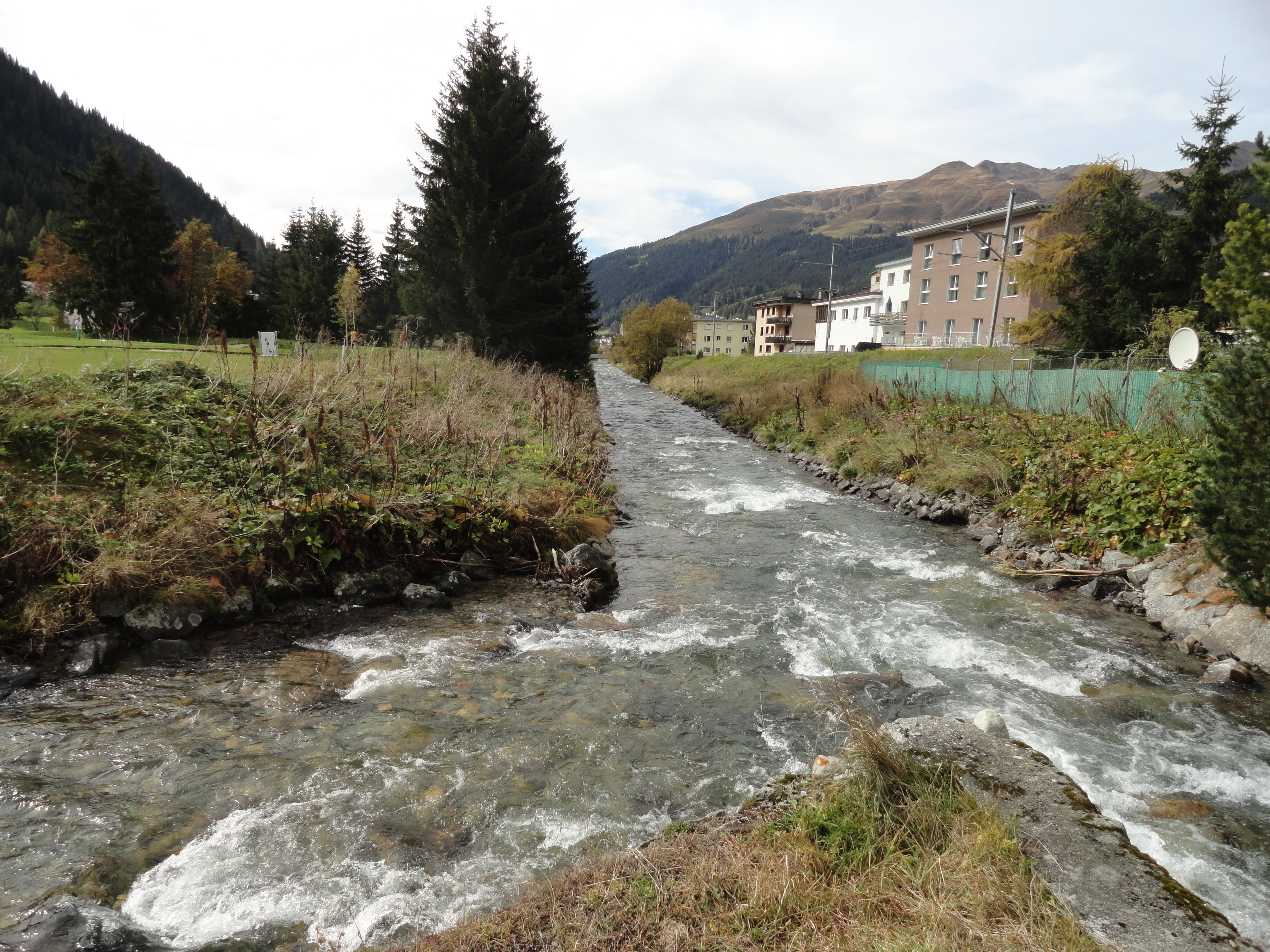

迪施馬巴赫河是瑞士的河流，位於該國東南部，流經格勞賓登州，屬於蘭德瓦瑟河的左支流，河道全長16公里，流域面積54平方公里，發源自斯卡萊塔山。